# Inspektorat Wewnętrzny Służby Więziennej
Inspektorat Wewnętrzny Służby Więziennej (IWSW) – IWSW znajduje się przy ul. Rakowieckiej 37A w Warszawie. - jest jednostką organizacyjną nadzorowaną przez Ministra Sprawiedliwości. Służba specjalna została powołana w celu rozpoznawania i wykrywania przestępstw popełnionych przez osadzonych lub tymczasowo aresztowanych, a także przez funkcjonariuszy i pracowników Służby Więziennej. IWSW został utworzony w dniu 5 października 2022 Zarządzeniem Ministra Sprawiedliwości z dnia 5 października 2022 r. w sprawie powołania pełnomocnika Ministra Sprawiedliwości do spraw utworzenia Inspektoratu Wewnętrznego Służby Więziennej.

## Podstawa prawna
Zarządzenie Ministra Sprawiedliwości z dnia 5 października 2022 r. w sprawie powołania pełnomocnika Ministra Sprawiedliwości do spraw utworzenia Inspektoratu Wewnętrznego Służby Więziennej
ZARZĄDZENIE MINISTRA SPRAWIEDLIWOŚCI z dnia 21 grudnia 2022 r. w sprawie nadania regulaminu organizacyjnego Inspektoratowi Wewnętrznemu Służby Więziennej
Ustawa z dnia 9 kwietnia 2010 r. o Służbie Więziennej (Dz.U. z 2022 r. poz. 2470), obowiązująca od 13 sierpnia 2010 r.

## Zadania
Do zadań Inspektoratu Wewnętrznego SW będzie należało rozpoznawanie, zapobieganie i wykrywanie przestępczości popełnianej przez osadzonych, funkcjonariuszy i pracowników SW oraz inne osoby przebywające na terenie zakładów karnych lub aresztów śledczych oraz inne osoby przebywające poza terenem zakładów karnych, których przestępstwo pozostaje w ścisłym związku z przestępstwami osadzonych. IWSW posiada uprawnienia do przeprowadzania czynności operacyjno-rozpoznawczych w zakresie na przykład kontroli operacyjnej, niejawnego nadzorowania wytwarzania, przemieszczania, przechowywania i obrotu przedmiotami przestępstwa, uzyskiwania i korzystania z informacji stanowiących tajemnice prawnie chronione.